# LA-MULANA
『LA-MULANA』（ラ・ムラーナ）は、GR3 PROJECTによって製作されたフリーソフトのアクションゲーム。後に、同メンバーのNIGOROによってアレンジ版が販売された。続編に『LA-MULANA2』がある。

## 制作の経緯と展開
MSX用ゲームであるガリウスの迷宮を目指して製作された。タイトルの由来はディレクター「ならむら」の逆さ読みである。オリジナルのPC版は公開元サイトの閉鎖に伴って、現在は配布を停止している。
オリジナルPC版は公開されたもので3つのバージョンがあり、初期に作られたもの、最終ボスまでの部分が体験可能な未完成版、未完成版に多少の改変やお楽しみ要素などを加えた完成版がある。GR3 PROJECTの活動終了に伴い、サヨナラ企画第1弾としてLA-MULANA製作時に使われたツール群をまとめた「LA-MULANAエディタ」が公開された。これによりLA-MULANAの改造、及び新規作成が可能となった。
後に同制作メンバーのNIGOROが、グラフィックやBGM、システムを2000年代向けに作り直したWiiウェア版が北米・欧州・日本で配信される事が発表され、初めに日本版が2011年6月21日に配信された。北米・欧州版は販売が難航したが、販売元の変更など紆余曲折を経て、2012年9月20日に配信された。Wiiウェア日本版の販売はNIGOROの所属会社であるアスタリズムが担当し、欧米版はEnjoyUp Gamesが担当している。また、Wiiウェア版をWindowsに移植したリメイクPC版が2012年7月13日からダウンロード販売サイトのPLAYISMで配信開始され、2013年4月16日にSteamでも配信開始された。Steam版は日本語以外に英語、ロシア語、スペイン語にも対応しており、2016年5月12日にはSteam版がmacOSとLinux (SteamOS) にも対応開始した。
2014年12月17日には『LA-MULANA EX』がPlayStation Vita用ダウンロード専用ソフトとして発売された（開発・販売 ピグミースタジオ）。モンスター図鑑の追加、トロフィーやリーダーボードにも対応。その他、新たなファンの獲得の為に、ピグミースタジオとNIGOROが共同で様々な部分を再チューニング。またイメージイラストは寺田克也の描き下ろしイラストに一新した。
2020年8月6日にはNintendo Switch、PlayStation 4、Xbox One版が発売された。Wiiウェア版をベースに『EX』でのチューニング内容も考慮されている。また、Nintendo Switch向けに本作と『LA-MULANA 2』をセットにし、攻略本と6枚組サントラを同梱した初回限定版も発売された。

## ゲーム概要
主人公のルエミーザ・小杉を操作して、巨大遺跡LA-MULANAを探索し、遺跡に存在する敵や罠をかいくぐり、石碑や遺跡にいる人物・背景などから情報を集め、仕掛けられた謎を解いてLA-MULANAの真実を探る2Dアクションゲームである。ステージ構成や設定などに関しては、神話や伝承などがモチーフであり、敵キャラクターについても神話上での伝承に基づいている。冒頭でも記述された通り「ガリウスの迷宮」と遺跡冒険作品で知られる「インディ・ジョーンズ シリーズ」が本作のモチーフとなっている。
本作はMSX風ゲームであり、MSXのゲームである事が重視された。そのため、ゲーム中に使われているグラフィックはTMS9918規格に準じて固定パレット全15色で描写され、ゲーム起動時及びセーブ・ロード時の表示は、MSXのそれを模している。なお、ゲーム会社のロゴは本作のモチーフ「ガリウスの迷宮」の製作元であるコナミをもじった「株式会社コバミ」という架空の会社となっている。
BGMについては、コナミのSCCを意識したSSCC(三匹SCC)とローランド社のSC-88を再現したものを選択することが可能。
多くのレトロゲームに見られるように、謎解きにおいて容易に解けるゲームではない。レトロゲーム独特の歯ごたえを楽しめる一方、操作性が悪く、その悪さ自体が難易度とストレスになることもある（アイテム入手によってある程度向上する）。謎解きはヒントが少なくやや難解で、行動範囲は広大に見えて最終的な選択肢は殆ど無く、その過程で攻略するルートを思考したりと、良い意味でも悪い意味でも昔のゲームそのままである。そのやり応えの良さやゲーム構成が、世界で評価されている。
その後、NIGOROが開発を進めたWiiウェア版（アレンジ・リメイク版）は、プレイヤー層に合わせてグラフィックがアレンジされて豪華になり、システム面でもプレイがしやすいようにいくつか変更されている。その分、謎解きの位置や、オリジナル版とは違うアイテム配置がされていたり、ボスの挙動を変化させたりと所々で難易度を上げているところもある。Wiiウェアでの説明書以外にも、簡単な攻略を兼ねた電子書籍のガイドブックの配布も前後編で行う(オリジナル版では説明書でいくつかヒントが書かれていた)。それに際し、雑誌ムーの協力でクイズが執筆されている。

## ストーリー
大学の講義を終え、長期休暇の準備で心躍る冒険家の元に、差出人不明の封筒が届く。
それは今まで見た事のない紋様が刻印された金貨と「あの男」の文字で書かれていたメッセージであった。
その短い文面から敗北を感じつつも、闘争心と好奇心を燃やした主人公「ルエミーザ・小杉」は、全ての文明の起源となった未知の古代文明の存在を確かめるべく「La・Mulana」の地へと向かう。

## システムについて
基本はキーボードでの操作だが、設定を行うことでゲームパッドに対応する。しかし、設定した場合も一部の操作はキーボードで行わなければならない。Alt+Enterでウィンドウモードにすることができる。F7で画面サイズの変更も可能。
基本操作は、アローキーによる移動やジャンプ、メインウェポンを使った攻撃ボタン、遺跡進行を手助けするサブ道具使用ボタン、システム画面関係のF1-F5を使用する。ジャンプは移動中に行うと逆方向に戻れず減速する仕様で、垂直にジャンプすれば左右に落下することができる。探索を進めていくことで得られるアイテムで、主人公の動きを拡張することが可能。
主人公が愛用するノートパソコンはMSXであり、ゲームを進めるためのアイテムとしてMSXのROMを使用するほか、各ステージに隠されたMSXゲーム(オリジナルではほぼコナミ製、リメイク版ではNIGORO制作のゲーム)ROMの収集要素もある。ROMは、MSXに装備することでラムラーナ文字の解読が可能になったり、地図を入手していれば地図を表示するものがあったり、一見何にも使えなさそうなソフトでも特定の組み合わせにより様々な効果が現れる物も存在する。
体力はゲームデータをロードすれば全回復する他、体力最大値の上昇アイテムを入手した時や敵を倒して増やすEXPを満タンにすることで全快する。
謎解きについては、各所に設置されている石碑に描かれている文字をスキャナとソフトを介して閲覧・解読し、それらに書かれている文章や絵をもとに推測していく形となる。アレンジ版では背景にも調べられるところが増えている。
STEAM版においては実績が実装され、プレイによって獲得することができる。

## フィールド
本作のフィールドは表エリア、裏エリア、その他の3つに分類される。エリアは多くのルームで成り立っており、それぞれに名前がつけられている。

### 表エリア
村から入る事ができるエリア。各エリアは主にはしごや上下の穴で繋がっている。各エリアには1体ずつガーディアンが封印されており、封印を解除するには封印されたアンクと解除のためのアンクジュエルが必要。
導きの門 (Guidance Gate)
遺跡で最初に入る事になるエリア。最初に入った時のみBGMの前奏が流れる。最初だけあってアクション・謎解きともに難易度は比較的低め。
巨人霊廟 (Mausoleum of the Giants)
第2の子である巨人の歴史が記されたエリア。各地に巨人の像が建てられている。警告を無視して2度見るとハードモードに突入する(一度突入すると解除不可)石板がある。
太陽神殿 (Temple of the Sun)
エリア中央部に巨大な神殿があるエリア。全体的にエジプト神話をイメージさせるデザイン。リメイク版ではこのエリアにムーブルクがいる。
空の水源 (Sky Spring)
エリアの大半が水で覆われているエリア。水には微量の毒が含まれており浸かると体力が減る(特定のアイテムを取ると無効化できる)。
灼熱洞窟 (Inferno Cavern)
名前の通り全体が灼熱地帯となったエリア。溶岩に落ちると凄い勢いで体力が減っていく（アイテムで無効化・軽減可能）。
死滅の間 (Extinction Chamber)
墓地のようなエリアで、各地に人の形のような石が転がっている。エリア全体が暗いため、探索をするには定期的に灯りをつける必要がある。リメイク版では「死滅の碑」に名称が変わっている。
無限回廊 (Endless Corridor)
各ルームの左右が無限にループしているエリア。先に進むにはあるアイテムが必要。ある理由により、表エリアではここのみガーディアンが存在しない。
双連迷宮 (Twin Labyrinth)
第1の子である双子を祀ったエリア。唯一、同一エリア内で表と裏が繋がっているため他のエリアの2倍近く広い。

### 裏エリア
特定のアイテムを取得後、表エリアから入れるようになる。次元回廊以外にはガーディアンが存在しておらず、エリアの構造も表と共通している部分がある。
迷いの門 (Confusion Gate)
導きの門の裏エリア。各所にワープや隠し通路が存在しており、名前の通り非常に入り組んだ構造となっている。リメイクでは、楽園の幻想を通してこのエリアにアクセスする。
巨人墓場 (Graveyard of the Giants)
巨人霊廟の裏エリア。巨人の亡骸がエリア内に複数存在している。エリア全体が凍っているため足が滑りやすい。
月光聖殿 (Temple of Moonlight)
太陽神殿の裏エリア。冥界が近くにあるのか全体的におどろおどろしい雰囲気。エリア中央部に逆さまのピラミッドがある。
女神の塔 (Goddess Tower)
空の水源の裏エリア。巨大な円塔と、いたる所に巨大な女神の像が建てられている。
滅びの塔 (Ruin Tower)
灼熱洞窟の裏エリア。エリア全体が機械とマグマで構築されたようなメカニックなデザイン。
産声の碑 (Birth Chamber)
死滅の碑の裏エリア。各地にインド神話の神々の壁画や像が残っており、BGM等もそれを意識したような演出となっている。
次元回廊 (Dimension Corridor)
無限回廊の裏エリア。先述の通り、裏エリアで唯一ガーディアンが潜んでいる。日本神話を思わせる背景であるが、多種多様なルームガーダー(中ボス)が大量に存在している。

### その他
本作にはどちらのエリアにも属さないフィールドが複数存在している。ストーリーにおいて重要な役割を担う場所からオマケ要素まで種類は様々。
地上 (Surface)
ゲームの拠点となる村があるエリア。村では村長の家の他にも複数の店があり、消費アイテムやROM(リメイク版ではアプリ)等を購入できる。村の奥には祭壇があるが、無数の目を持つ巨人「アルゴル(リメイク版ではアルゴス)」が道を塞ぐ。村の反対側には巨大な滝がある。オリジナル版では村長の家でのみセーブ・ロードが可能。
聖母の祠 (Shrine of the Mother)
「母」が封印されているとされるエリア。条件を満たすと巨大な触手のような物がエリア全体に発生し、行ける場所や進行ルート等が大幅に変化する。
時間の門 (Time Gate)
リメイク版のみ登場する、本編クリアとは関係の無いおまけエリア。ユーザーアンケートを参考に人気の高いエリアのオリジナル版を再現したオマケ要素。特定の条件を満たすと、解除に失敗してアイテムを取り損ねた仕掛けを1度だけ元に戻してくれる妖精がいる。
オリジナル版ではガリウスの迷宮を忠実に再現したエリア（攻略することで同名のソフトを獲得できる）だったが、そちらはリメイクの際に本エリアと差し替える形で削除された。
地獄聖堂 (Hell Temple)
本編クリアとは関係の無いおまけエリア。案内された所定の手順を一つ一つこなすことで入ることができる。
公式サイトのブログにて「ハードゲーマーへの挑戦」と書かれている通り、難易度は非常に高い。オリジナル版とリメイク版では構造が異なっており、リメイク版はオリジナル版よりルームガーダーとの戦闘や謎解きが減っている分、悪質な仕掛けやアクションテクニックを要求される個所が増えている。

## 登場人物
ルエミーザ・小杉
主人公。31歳。日系3世で祖父は忍者の末裔。考古学者であり、大学で教鞭をふるう傍ら、祖父より受け継いだ潜入技術で遺跡の調査を行っている。MSXマニアでノート型MSXを常に携帯している(Wii版ではMobileSuperXという遺跡探査に特化したノートPCを所持)。父であるショーンとは反りがあわず、何かと対立している。カレーが好物で、ポーズボタンを押すとその場でカレーを食べ、そのまま放置すると満腹になり寝てしまう(ポーズを解除すると即座に起きる)。 万全の体制でLa・Mulanaに向かうが、空港で遺跡探査で使うはずだった道具をあらかた没収されてしまった為、お土産だと言い張ったムチと愛用のMSXのみで遺跡探検を始める羽目になる。
名前の由来は、ファーストネームは開発スタッフの一人である「サミエル」で、ファミリーネームは忍者俳優として知られるショー・コスギから。また、カレー好きの設定はショー・コスギの息子のケイン・コスギがカレーのCMに出演していたことが由来。英語名は「Lemeza」。
ショーン・小杉
ルエミーザの父親。62歳。日系2世で人類学、歴史学の権威であり、生物学や天文学などにも精通している。62歳とは思えない肉体と凄まじいサバイバリティを誇る鉄人でもある。「サルが人となる為の条件は進化だけではない」とし、人類の起源を追い求め、古代文明と天文学との共通性から「全ての文明の起源となる文明がある」という大胆な説を発表した後、行方不明になる。そして、その文明であるラムラーナの遺跡から挑戦状とも取れる手紙をルエミーザに送りつける。
英語名は「Shorn」または「Shawn」。
ゼレプド長老
遺跡を守る「守人の一族」の長老で、一族の掟に従い遺跡を守っている。ショーンとは旧知の仲。ハイテク好きで、MSX通としてネットで有名人であり、MSXについて熱く語ってくれる。ラムラーナの地に付いたルエミーザに、住んでいるテントに来た時や自身作のメールソフト(Wii版)でアドバイスや雑談を送ったりする。
英語名は「Xelpud」（開発スタッフの一人である「duplex」の逆さ読み）。
母
はるか昔に地上に降り立ち「空」に帰る為に人類を生み出し、全ての文明を育てた存在。LA-MULANA遺跡そのものであり、倒すためには母の魂を四賢者の秘術により出現させなければならない。
ある姿がヘビのような下半身を持っており、下記の彼女を模して造られた存在も同様にヘビのような下半身を持っている。
巨人
『母』から生まれた第2の子。『母』の扱いを巡り二つに別れ、互いに争った。
ゼブ
巨人らの長男。地を支えるため動けなくなった。
バド
母を帰すために空を飛ぶ塔を築く。満天の星の日に深い眠りについた。
ミゲラ
母を帰すために空を飛ぶ塔を築く。左利き。湖を運ぶが力尽きる。
レド
母を帰すために空を飛ぶ塔を築く。争いに敗れた際に胸に大きな穴をあけられ、長き眠りについた。
フト
母を帰すために空を飛ぶ塔を築く。
アブト
母を帰す事に反対した側。巨人たちの争いに最後まで残り、石碑を記した。ガーディアンであるサキトを倒すとアブト像が涙を流す。
ジー
母を帰す事に反対した側。月夜の晩に地への祈りを始めた。
リブ
母を帰す事に反対した側。争う兄たちを憂い、湖から塔に水を運ぶための穴を掘るが力尽き、眠りにつく。
サキト
後述のガーディアンの項目を参照。
四賢者
遺跡を守る神官が自らの体を石に変える術を使い、永遠の命を得た姿。母を帰すことは不可能であると悟り、母を苦しみから解放する為に母に永遠の眠りを与える事を第8の子に託す。
アルセダーナ
母の第7の子にして四賢者の一人。死を司る賢者。
ギルトーリヨ
母の第7の子にして四賢者の一人。知識を司る賢者。
フォボウス
母の第7の子にして四賢者の一人。命を司る賢者。
サマランタ
母の第7の子にして四賢者の一人。力を司る賢者。
ムーブルク
アレンジ版で登場する四賢者並みの知識を備えている少女。遺跡の中で長く眠り続けており若さを保ち続けている。彼女を目覚めさせたルエミーザに遺跡に関するアドバイスを授ける。ただし、たまに彼が来たことに気づかずにうたた寝をしている場合も。仕立て屋の父を持ち、彼の経緯から賢者から知識を得ていた。
キャラクターの原型はオリジナル版の制作段階で作られていた。
妖精
四賢者の言いつけにより選ばれた存在の手助けをする。主人公が持っていた「コナミの占いセンセーション」のROMを目印にする。体力を回復する通常の妖精(髪と回復の仕方が異なる3種類存在)のほか、特定の宝箱や入口を開ける鍵妖精という存在がある。
アレンジ版では妖精女王に、あるアイテムを証として所持していると妖精の手助けを受けることができる。オリジナルと同じく4種類だがバリエーションが増え(回復妖精は1種類のみになった)、ルミエーザが装備しているものと同じサブウェポン(ただし拳銃は対象外)で援護する武器妖精と、アイテムドロップ率が上がるお宝妖精が追加されている。
ドゥラキュエツ
とある禁断の宝を作ったものの、誰にも認められず賢者になれなかった者。とある入口からやってきたルエミーザに宝の隠し場所である地獄聖堂へのヒントを流し、見に来てくれるのを待つ。
台詞から見て悪戯好きで、かなりのお調子者の性格。名前の由来は『ドラゴンクエストII 悪霊の神々』(MSX版)。
ガーディアン
母を守る8つの魂。アンクジュエルによりアンクを破壊する事で出現する。
アンフィスバエナ
導きの門のガーディアン。体の両端に頭を持つ大蛇。口から炎を吐いて攻撃してくる。モチーフはローマ、エチオピア伝承の怪物アンフィスバエナ。
サキト
巨人霊廟のガーディアン。母を帰す事に反対した巨人の末弟。ロケットパンチや光弾などロボットのような行動をしてくる。レドの体に鍵をつけ、自らは力を残し眠りについている。
エルマック
太陽神殿のガーディアン。太陽の化身と言われる巨大なエリマキトカゲ。体当たりや光弾を吐き出す攻撃をしてくる。プレイヤーは戦闘時にトロッコに乗って戦う。
バハムート
空の水源のガーディアン。海を支配する巨大な魚。モチーフは旧約聖書の怪物ベヒモスとイスラム神話の怪物バハムート。プレイヤーは戦闘時に小舟に乗って戦う。
ヴィー
灼熱洞窟のガーディアン。巨体な一つ目の怪物。あまりに巨体すぎてまともに動くことが出来ず、使い魔に頼らないとまぶたもあけられない。モチーフは東スラブ神話の怪物ヴィイ。
バフォメット
双連迷宮のガーディアン。地獄に住むと伝えられる悪魔。魔女を集めサバトを開き、人の心を惑わすと言われている。モチーフはキリスト教の悪魔バフォメット。
パレンケ
死滅の碑のガーディアン。エイリアンのような姿をし、ロケット状の乗り物に乗っている。モチーフはマヤのパレンケ遺跡のレリーフ。プレイヤーは戦闘時に黄金スペースシャトルの模型に乗って戦う。
ティアマト
次元回廊のガーディアン。母の命を生み出す能力を模して作られた存在。強大な力を用いて空間を歪める事で次元回廊と無限回廊の表裏を入れ替えた。モチーフは古代バビロニアの神話の女神ティアマト。

## 関連作品
- 薔薇と椿 - NIGOROのブラウザゲーム。本作とのコラボレーション作品として『薔薇と椿とLA-MULANA』が公開された。